# أفيوناف
أفيوناف (بالفرنسية: Avionav)‏ هي أول شركة تونسية مختصة في صناعة الطائرات الخفيفة، وتأسست في 2014 من قبل الأخوين فريد وفؤاد الكامل.

كل أجزاء الطائرة تصنع في تونس، ماعدا محرك الطائرة الذي يورد من قبل شركة روتاكس (Rotax) النمساوية.

## التاريخ
في بداية 2012، أسس الأخوان فريد وفؤاد الكامل شركة صغيرة لتصنيع الطائرات تحمل اسم أوكسجين آيرونوتيكس، إلا أن استحالة الحصول على التراخيص اللازمة بسبب العراقيل الإدارية عطلت المشروع. 

في 2014، قام الأخوان بشراء شركة أفيوناف الإيطالية المتمركزة في تونس والتي تعاني ركودا كبيرا بتمويل خاص بالاستعانة ببعض الأصدقاء، وقاما بطويرها وتحسين جودة منتجاتها وتخفيض أسعار بيعها حتى أصبحت تمتلك قدرة تنافسية عالية. وفي 2015، بدأت الشركة بالتصنيع الفعلي للطائرات خفيفة الوزن ذات مقعدين، وبدأت بتصديرها نحو عدة دول في العالم. 

فريد الكامل هو مدير فرع شركة «إيفادا إيركرافت» الأمريكية والذي يقع في نفس مكان شركة أفيوناف، وأعلن في يونيو 2016 عن بداية تصنيع طائرة برمائية ذات أربعة مقاعد.

### التعاون
فريد الكامل مؤسس أفيوناف، هو كذلك مدير فرع شركة «إيفادا إيركرافت» (EVADA AIRCRAFT) الأمريكية الذي يقع كذلك في نفس مكان شركة أفيوناف في البرجين، وهذا الفرع هو القسم الفني للشركة الأمريكية، التي تقوم بتسويق طائرات أفيوناف ذات المقعدين في العالم. 

في يونيو 2016، أعلن فريد الكامل أن شركة إيفادا إيركرافت ستقوم بتصنيع طائرات برمائية ذات أربعة مقاعد تحمل اسم «إيفادا أي4» (EVADA A4).

## الإحصائيات والتصدير
صدرت الشركة حوالي 34 طائرة إلى 30 دولة في الأمريكتان وأوروبا وآسيا وأستراليا. إلى أواخر ديسمبر 2015، تشغل الشركة نحو 20 مهندسا، وتصنع بمعدل طائرتين إلى ثلاثة طائرات في الشهر. مسافة وطول الرحلة يمكن أن يصل إلى 1700 كم.

## النماذج
للشركة نموذجين من الطائرات: رالي (RALLY)، سنتوري (CENTURY)، وموجودة على أربعة أصناف: طائرات ذات أجنحة منخفضة بالألومنيوم، طائرات ذات أجنحة منخفضة بالمادة المركبة، طائرات ذات أجنحة مرتفعة بألياف الكربون، طائرات ذات أجنحة مرتفعة بألياف زجاجية برمائية.

### نموذج رالي (RALLY)
| الإصدار              | طائرات خفيفة جدا (UL) (قوة 100 حصان) | طائرة رياضية خفيفة (LSA) (قوة 100 حصان) |
| -------------------- | ------------------------------------ | --------------------------------------- |
| عرض المقصورة         | 1.17 متر                             | 1.17 متر                                |
| الطول                | 7.1 متر                              | 7.1 متر                                 |
| باع الجناح           | 8.6 متر                              | 8.6 متر                                 |
| الوزن فارغة          | 282 كغ                               | 340 كغ                                  |
| الوزن الأقصى للإقلاع | 450 كغ                               | 599 كغ                                  |
| حمولة الوقود         | 130 lt                               | 130 lt                                  |
| طول الرحلة في 75%    | 600 1 كم                             | 600 1 كم                                |
| مسافة الإقلاع        | 90 متر                               | 100 متر                                 |
| مسافة الهبوط         | 110 متر                              | 120 متر                                 |
| معدل الصعود          | 6.5 م/ث                              | 6 م/ث                                   |
| Vs                   | 55 كم/س                              | 64 كم/س                                 |
| Vso                  | 65 كم/س                              | 75 كم/س                                 |
| V الأقصى             | 240 كم/س                             | 225 كم/س                                |
| Vcr في 75%           | 220 كم/س                             | 210 كم/س                                |
| Vne                  | 270 كم/س                             | 270 كم/س                                |

### نموذج سنتوري (CENTURY)
| الإصدار              | طائرات خفيفة جدا (UL) (قوة 100 حصان) | طائرة رياضية خفيفة (LSA) (قوة 100 حصان) |
| -------------------- | ------------------------------------ | --------------------------------------- |
| عرض المقصورة         | 1.10 متر                             | 1.10 متر                                |
| الطول                | 6.8 متر                              | 6.8 متر                                 |
| باع الجناح           | 7.8 متر                              | 7.8 متر                                 |
| الوزن فارغة          | 282 كغ                               | 340 كغ                                  |
| الوزن الأقصى للإقلاع | 450 كغ                               | 599 كغ                                  |
| حمولة الوقود         | 130 lt                               | 130 lt                                  |
| طول الرحلة في 75%    | 600 1 كم                             | 600 1 كم                                |
| مسافة الإقلاع        | 90 متر                               | 100 متر                                 |
| مسافة الهبوط         | 120 متر                              | 130 متر                                 |
| معدل الصعود          | 6.5 م/ث                              | 6 م/ث                                   |
| Vs                   | 60 كم/س                              | 67 كم/س                                 |
| Vso                  | 65 كم/س                              | 75 كم/س                                 |
| V الأقصى             | 250 كم/س                             | 250 كم/س                                |
| Vcr في 75%           | 230 كم/س                             | 230 كم/س                                |
| Vne                  | 310 كم/س                             | 310 كم/س                                |

## مقالات ذات صلة
- النقل في تونس

## روابط خارجية
- الموقعا لرسمي لشركة أفيوناف.
- الموقع الرسمي لشركة إيفادا إيركرافت.